# Halbfigur der Judith

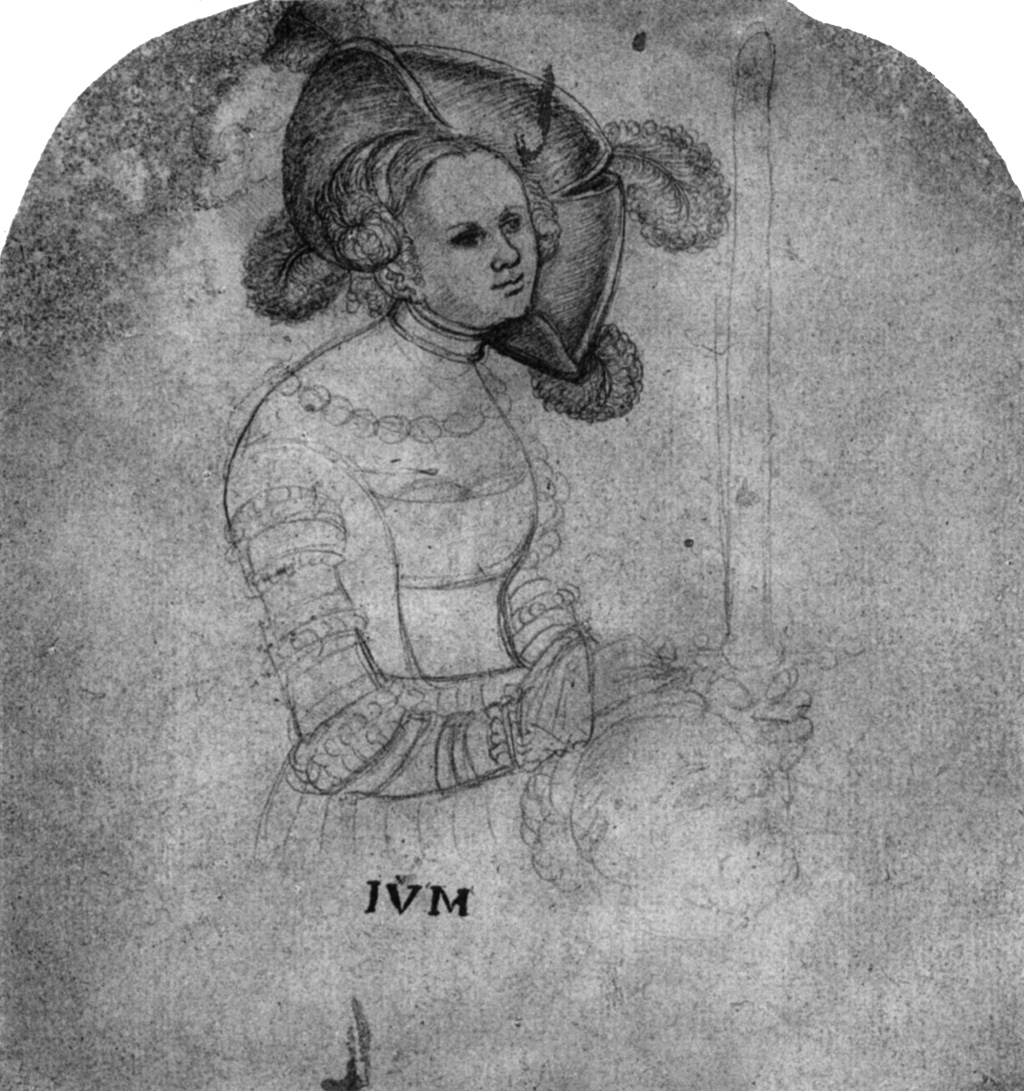
Halbfigur der Judith, ehem. Dessau (Kriegsverlust)

Die Halbfigur der Judith ist der Titel einer Zeichnung, die entweder Lucas Cranach dem Älteren oder seinem Sohn Hans Cranach zugeschrieben wird. Die mit Silberstift auf Papier angefertigte Zeichnung befand sich einst in der Staatlichen Galerie in Dessau, zählt jedoch zu den Verlusten des Zweiten Weltkriegs.

## Einordnung
Im Cranach-Zeichnungskatalog von Jakob Rosenberg von 1960 wird das Bild unter der Nummer 50 und im Cranach-Zeichnungskatalog von Michael Hofbauer (2010) unter der Nummer 167 katalogisiert. Nach Rosenberg betrug die Größe der Zeichnung 149 × 141 mm.
Die genaue Datierung des Werkes ist nicht bekannt, folgende Annahmen wurden getroffen:
- Girshausen (1936): um 1512/15
- Lilienfein (1942): 1512–1515
- Rosenberg (1960): um 1535/40
- Hofbauer (2010): um 1525/30

## Bildbeschreibung
Halbfigur der Judith, nach rechts gewandt, in zeitgenössischer Schlitzmode des 16. Jahrhunderts, mit Halsketten und Federhut. In ihren Händen angedeutet ein erhobenes Schwert und der abgeschlagene Kopf des Holofernes. Ihr Kopf und der Federhut sind detaillierter ausgeführt als ihre Kleidung, das Schwert und der Holofernes-Kopf. Im unteren Bildbereich von späterer Hand um die Initialen IVM (Israhel van Meckenem) ergänzt. Der Rand der Zeichnung war zur Befestigung mit Papierstreifen überklebt. Das oben abgerundete Blatt war außerdem einst durch ein Passepartout mit kleinerem Bildausschnitt teilweise abgedeckt. Auf der Rückseite befand sich die Zeichnung „Der heilige Georg zu Pferde“ (Rosenberg Kat. Nr. 51).

## Stilkritische Betrachtung

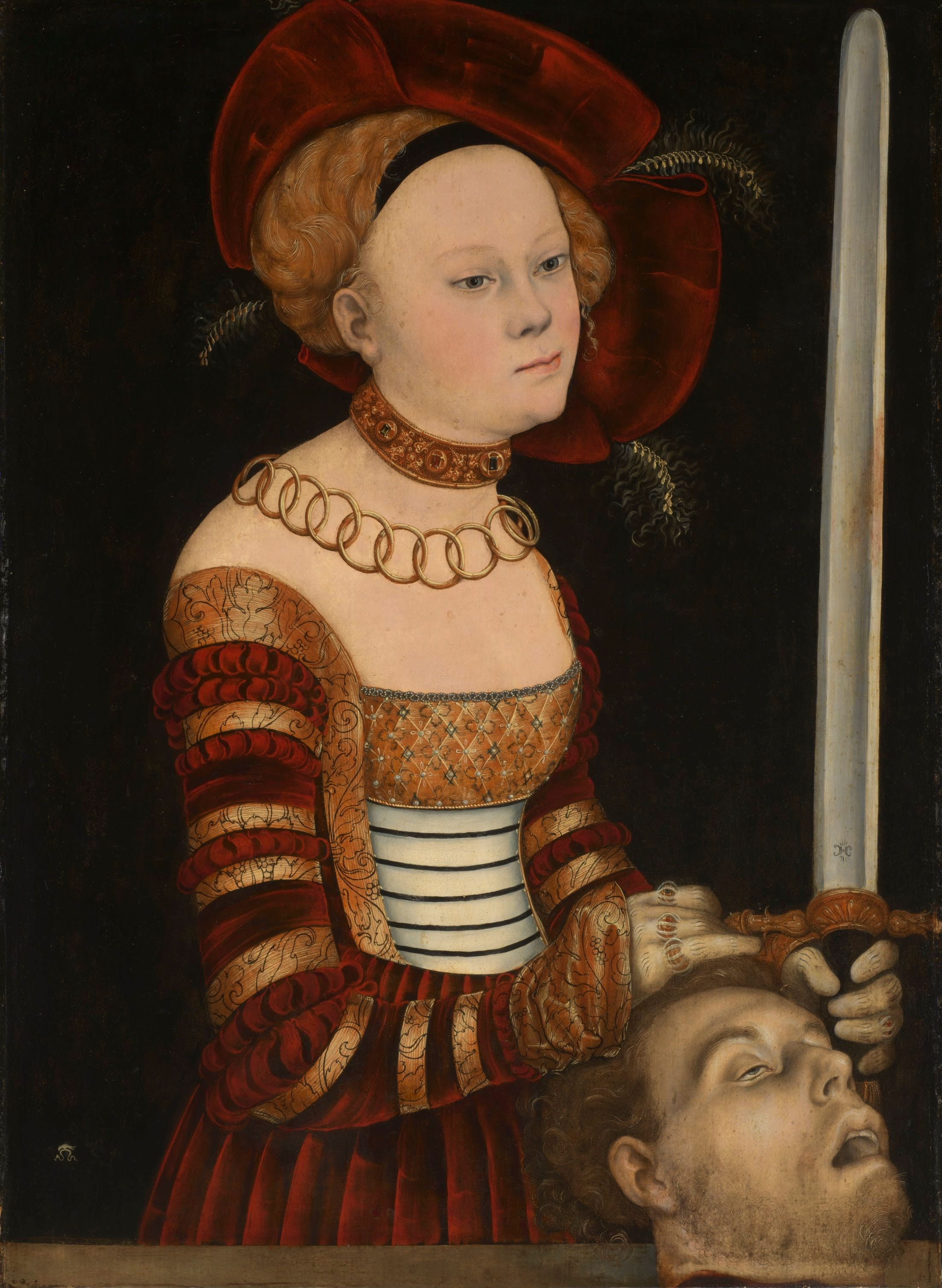
Die in San Francisco befindliche Judith ist nahezu deckungsgleich mit der verschollenen Zeichnung

Das Blatt wird spätestens seit seiner Besprechung durch Woldemar von Seidlitz 1881 Lucas Cranach dem Älteren oder seinem nächsten Umkreis zugeschrieben, da sowohl die Judith-Zeichnung der Vorderseite als auch die Georgs-Zeichnung der Rückseite motivisch mit Werken des Cranach-Kreises übereinstimmen. Da das Blatt im Zweiten Weltkrieg zerstört wurde, können keine modernen materialtechnischen Untersuchungen u. ä. mehr erfolgen, sondern muss sich die Einordnung in das Cranach-Gesamtwerk auf stilkritische Vergleiche anhand erhaltener alter Reproduktionen beschränken.
Theo Ludwig Girshausen (1936) bemerkte, dass die Zeichnung den ihm zu seiner Zeit bekannten Gemälden mit dem Judith-Motiv aus der Zeit um 1530 (z. B. Friedländer/Rosenberg (1932) Nr. 190) zeitlich weit voraus geht und eher eine Nähe zu der Salome auf dem Holzschnitt „Enthauptung Johannes des Täufers“ (Lippmann 27) um 1512/15 aufweist. Er datierte folglich auf jene Zeit. Auch für die Georgsdarstellung der Rückseite nannte Girshausen einen ähnlichen Holzschnitt aus der Zeit um 1512.
Rosenberg (1960) sah die Zeichnung dagegen eher als Vorstudie zu dem zwischenzeitlich publizierten, heute in San Francisco befindlichen und weitgehend deckungsgleichen Judith-Gemälde, das durch seine Signatur (Schlange mit gesenkten Flügeln) nicht vor 1537 entstanden sein dürfte. Rosenberg führte außerdem an, dass die rückseitige Georgsdarstellung dem ehemals in Dessau befindlichen Georgs-Gemälde FR 117 (1932) um 1520/25 näher stünde, als dem von Girshausen herangezogenen Holzschnitt. Hofbauer (2010) lehnte einen direkten Zusammenhang zwischen der Zeichnung und dem Gemälde in San Francisco ab, da die Zeichnung aufgrund der nur schemenhaften Andeutung von Kleidung der Judith und Kopf des Holofernes nicht als unmittelbare Entwurfsskizze in Frage käme, während ein evidenterer Zusammenhang der rückseitigen Georgsdarstellung mit dem Gemälde FR 117 (1932) bestünde, was eine analoge Datierung auf die Zeit um 1525 begünstigen würde.
Werner Schade (1974) legte dar, dass sich Cranach dem Judith-Thema wohl erst ab 1530 zuzuwenden begann. Er stellte das Aufkommen des Judith-Themas in Zusammenhang mit den sich verhärtenden religiösen Fronten zur Zeit der Reformation. Judith wäre dieser Argumentation zufolge ein Sinnbild der reformatorisch gesinnten Fürsten für den Triumph über einen scheinbar übermächtigen Gegner, in diesem Fall über die katholischen Fürsten um Kaiser Karl V. Der Ernsthaftigkeit der Lage geschuldet ließen die Judith-Darstellungen aus der Cranach-Werkstatt daher auch jene Koketterie vermissen, wie sie den etwa zeitgleich entstandenen und motivisch sehr ähnlichen Salome-Darstellungen der Cranach-Werkstatt zu eigen ist. Die Köpfe von Johannes dem Täufer auf den Salome-Bildern und von Holofernes auf den Judith-Bildern sind größtenteils identisch ausgeführt.
Bereits Schade hat die Zeichnung in Zusammenhang mit anderen, dem Cranach-Sohn Hans zugeschriebenen Werken gestellt. Hofbauer (2010) bemerkte eine Ähnlichkeit zwischen den Zeichnungen in Hans Cranachs Reiseskizzenbuch, der in Berlin verwahrten und auch Hans Cranach zugeschriebenen Zeichnung mit dem „Silbernen Zeitalter“ und der Judith-Zeichnung. Daraufhin schrieb er die Zeichnung eher Hans Cranach anstelle seines Vaters zu, dessen stiltypische Elemente er in der Zeichnung vollkommen vermisste. In diesem Zusammenhang sei angemerkt, dass auch das Judith-Gemälde in San Francisco dort Hans Cranach zugeschrieben wird.
Die asymmetrische Anordnung der Zeichnung auf dem beschnittenen Blatt erklärt Hofbauer dadurch, dass der Beschnitt auf die Georgs-Zeichnung der Rückseite abgestimmt ist, die sich harmonisch über den gesamten Bildraum erstreckt. Die Halbfigur der Judith war demnach vermutlich bereits gezeichnet, bevor das Blatt in sein späteres Format beschnitten wurde.
Die Darstellung der Judith als leicht zur Seite gedrehte Halbfigur mit erhobenem Schwert in reicher zeitgenössisch-renaissancezeitlicher Kleidung, das Haupt des Holofernes auf einer Mauer am unteren Bildrand ablegend, war ein häufig dargestelltes Motiv der Cranach-Werkstatt. Die überwiegende Anzahl der bekannten Darstellungen dieses Typs ist vor einem neutralen schwarzen Hintergrund gehalten. Landschaftliche Zutaten erscheinen vereinzelt höchstens als Fenster in diesem Hintergrund. Daher sind auf der unfertig wirkenden, verschollenen Dessauer Zeichnung durchaus bereits alle Zutaten des Motivs enthalten. Eine Sonderstellung nimmt die Stellung der Judith nach rechts ein. Bis auf das Gemälde in San Francisco sind alle sonstigen halbfigürlichen Judith-Darstellungen des Cranach-Kreises nach links gewandt.